# Fyrbergets naturreservat
Fyrbergets naturreservat är ett naturreservat i Nyköpings kommun i Södermanlands län.
Området är naturskyddat sedan 2015 och är 26 hektar stort. Reservatet omfattar natur kring två berg Fyrberget och Parkberget och ligger vid norra stranden av yttre Bråviken. Reservatet består av hällmarkstallskog, klippor, löv- och barrblandskog.